# Гётц, Кими
Кимберли "Кими" Гётц (англ. Kimberly "Kimi" Goetz; род. 13 августа 1994 года, Скотч-Плейнс, Нью-Джерси) — американская конькобежка. Чемпионка США на дистанции 500 метров, участница зимних Олимпийских игр 2022 года.

## Биография
Кими Гётц родилась в тауншипе Скотч-Плейнс, а в 4 года с семьёй переехала в город Флемингтон, где и начала кататься на роликовых коньках в 8 лет, последуя за старшей сестрой Самантой, которая записалась в команду по роликовым конькам "Frenchtown Speed Team". Талант и трудолюбие позволило ей соревноваться на международном уровне в старшей школе, и в 2010 году она выиграла чемпионат мира по роликовому катанию.
Она окончила центральную региональную среднюю школу Хантердона в 2012 году и отправилась вновь за своей сестрой, которая устроилась на работу в US Speedskating в Солт-Лейк-Сити. Там Кими увидела группу бывших звёзд роликового катания, тренирующихся в шорт-треке, и она решила переехать в город
В сезоне 2013/14 годов она дебютировала на юниорском чемпионате мира по шорт-треку, где заняла лучшее 21-е место в беге на 500 метров. А на следующий год стала участвовать на взрослом уровне, на котором выступала до 2016 года, пока не получила серьёзную травму спины и не перенесла операцию. Кими собиралась пройти квалификацию в шорт-треке на Игры 2018 года в Пхенчхане, когда проблема с оборудованием привела к неприятному падению во время разминки на Олимпийском отборе в США.
Она ударилась головой о лёд и получила серьёзное сотрясение мозга, которое помешало ей участвовать в соревнованиях, а тошнота и головные боли продолжались в течение нескольких месяцев. Летом 2018 года Гётц решила перейти на лонг-трек. Она постепенно вернула себе уверенность, и в 2019 году на чемпионате мира в спринтерском многоборье заняла 15-е место в общем зачёте. Она выиграла свой первый национальный титул на дистанции 500 метров на национальном чемпионате США по длинной дорожке  в январе 2020 года.
На чемпионате мира на отдельных дистанциях в Солт-Лейк-Сити в 2020 году Гётц заняла 5-е места на дистанции 500 метров и 1000 метров. В том же году в Хамаре на чемпионате мира в спринтерском многоборье она поднялась на 11-е место в многоборье. В 2021 году она впервые прошла квалификацию для участия в Олимпийских играх в двух дисциплинах — на 1000 метров и на 500 метров.
В феврале 2022 года Кими впервые участвовала на зимних Олимпийских играх в Пекине, где заняла 18-е место в беге на 500 метров и 7-е в беге на 1000 метров. В марте 2022 года она поднялась на 5-е место в общем зачёте на чемпионате мира в спринтерском многоборье в Хамаре, выиграв малую серебряную медаль в беге на 1000 метров. А в финале Кубка мира сезона 2021/22 годов смогла подняться на 4-е место на дистанции 1000 метров.

## Личная жизнь
Кими любит проводить время на свежем воздухе. Два её любимых блюда - сырники и блинчики. В 2019 году она выпустила "Кулинарную книгу осознанных блюд", в которой представлены ее собственные рецепты. Её семья в составе отца Роджера, матери - Линды, младшего брата Кайла и сестры Саманты поддерживали Кими на Олимпиаде и гордятся тем, что она первая олимпийка из города Флемингтона. В настоящее время работает менеджером в финансовой компании в дополнение к конькобежному спорту. Кими замужем за конькобежцем Митчелом Уитмором.